# Ойский сельсовет
Ойский сельсовет — сельское поселение в Ермаковском районе Красноярского края.
Административный центр — посёлок Ойский.
В 1997 году из Ойского сельсовета выделен Салбинский сельсовет.

## Население
| 2010 | 2012  | 2013  | 2014  | 2015  | 2016  | 2017  |
| ---- | ----- | ----- | ----- | ----- | ----- | ----- |
| 1168 | ↘1111 | ↘1108 | ↘1085 | ↘1079 | ↘1058 | ↘1054 |

## Состав сельского поселения
В состав сельского поселения входит один населённый пункт — посёлок Ойский.

## Местное самоуправление
Ойский сельский Совет депутатов
Дата избрания: 14.03.2010. Срок полномочий: 5 лет. Количество депутатов: 10
Глава муниципального образования
- Любивый Сергей Николаевич. Дата избрания: 14.03.2010. Срок полномочий: 5 лет